# Masa escamosa
En pastelería, una masa escamosa es una masa escameada, sin levadura, similar a la masa de hojaldre. La principal diferencia es que, en la masa escamosa, se mezclan grandes trozos de grasa alimentaria (aproximadamente 2½ cm de diámetro) en la masa, en lugar de un gran rectángulo de grasa alimentaria de la masa de hojaldre. La masa entonces se enrolla y dobla de manera similar a la masa de hojaldre.
Los trozos de grasa mantienen las partículas enrolladas de masa en la pasta separadas unas de otras, de modo que cuando se hornea la masa se convierten en copos. Esto crea una textura diferente a la del hojaldre, donde rectángulos de la masa y grasa se enrollan y pliegan juntos de una manera tal que el resultado es un número de hojas uniformes de los pasteles.
Se utiliza para hacer pasteles, empanadas, rollos de salchichas y trenzas.